# Roche (Loire)
Roche é uma comuna francesa na região administrativa de Auvérnia-Ródano-Alpes, no departamento de Loire. Estende-se por uma área de 23,33 km². Em 2010 a comuna tinha 258 habitantes (densidade: 11,1 hab./km²).